# Енозіс Неон Паралімні
«Енозіс Неон Паралімні» (грец. Ένωση Νέων Παραλιμνίου) — кіпрський футбольний клуб з міста Паралімні, утворений в 1936 році під назвою «Гераклес». Сучасну назву отримав у 1944 році після об'єднання з клубом «Піпл'з Лав». Домашні матчі проводить на Міському стадіоні, що має ім'я Тасоса Марку.

## Історія
Клуб «Енозіс Неон Паралімні» був заснований 2 квітня 1944 року шляхом об'єднання двох клубів з Паралімні — «Гераклес» та «Піпл'з Лав». Втім за документами клуб став наступником саме «Гераклеса» і залишив його дату заснування, 1936 рік.
Перший футбольний матч клубу відбувся в першій половині 1945 року, за кілька тижнів до закінчення Другої світової війни, проти німецької команди військовополонених. Загалом же до початку 1960-х років «Енозіс» брав участь тільки у місцевих турнірах. 1965 року Кіпрська футбольна асоціація включила клуб до свого складу і команда стала виступати у Другому дивізіоні, де провела чотири сезони.
1969 року клуб зайняв перше місце і вперше в історії вийшов до вищого дивізіону Кіпру, в якому безперервно грав аж 45 років, до 2013 року. На цей період припадають найвищі досягнення клубу — віце-чемпіонство у сезоні 1974/75, а також чотири фінали Кубка Кіпру, втім жодного разу трофей «Енозісу» здобути так і не вдалось.
Зайнявши у сезоні 2014/15 перше місце команда з першої спроби повернулась у елітний дивізіон, втім там виступила невдало і наступні два роки знову грала у Другому дивізіоні, повернувшись до Першого на сезон 2018/19.

## Досягнення
- Срібний призер чемпіонату Кіпру: 1974/75
- Фіналіст Кубка Кіпру: 1973/74, 1974/75, 1980/81, 1982/83
- Фіналіст Суперкубка Кіпру: 1981, 1983

## Виступи в єврокубках
| Сезон   | Турнір          | Раунд | Суперник           | 1 матч | 2 матч |
| ------- | --------------- | ----- | ------------------ | ------ | ------ |
| 1975/76 | Кубок УЄФА      | 1Р    | «Дуйсбург»         | 1 : 7  | 2 : 3  |
| 1976/77 | Кубок УЄФА      | 1Р    | «Кайзерслаутерн»   | 1 : 3  | 0 : 8  |
| 1981/82 | Кубок кубків    | 1Р    | «Вашаш» (Будапешт) | 1 : 0  | 0 : 8  |
| 1983/84 | Кубок кубків    | 1Р    | «Беверен»          | 2 : 4  | 1 : 3  |
| 2002    | Кубок Інтертото | 1Р    | «Брегенц»          | 0 : 2  | 1 : 3  |

- Домашні ігри виділені жирним шрифтом

## Відомі гравці
- Еммануель Окодува
- Макдональд Мукансі